# Amtsgericht Pausa
Das Amtsgericht Pausa war von 1879 bis 1943 ein Gericht der ordentlichen Gerichtsbarkeit und eines von zwölf Amtsgerichten im Sprengel des Landgerichtes Plauen mit Sitz in Pausa/Vogtl.

## Geschichte
Von 1856 bis 1879 bestand in Pausa das Gerichtsamt Pausa als erstinstanzliches Gericht. Mit den Reichsjustizgesetzen wurde das Gerichtsamt Pausa aufgelöst und das Amtsgericht Pausa als Nachfolger des Gerichtsamtes eingerichtet. Der Amtsgerichtsbezirk umfasste Pausa mit Rietzmar, Spitzenburg, Trotzenburg, Kobersburg und Mittelhöhe (anteilig), Demeusel, Drochaus mit Uelm und Geyersberg, Dröswein, Ebersgrün, Fasendorf, Kornbach, Langenbach, Langenbuch, Linda mit Oberlinde, Mehltheuer, Mühltroff, Oberpirk mit Bitthäusern, Oberreichenau, Ranspach, Schönberg, Thierbach, Unterpirk, Unterreichenau mit Mittelhöhe (anteilig), Wallengrün und das Pausaer Forstrevier (anteilig). Das Amtsgericht Pausa war eines von zwölf Amtsgerichten im Bezirk des Landgerichtes Plauen. Der Amtsgerichtsbezirk umfasste danach 9875 Einwohner. Das Gericht hatte damals eine Richterstelle und war damals ein kleines Amtsgericht im Landgerichtsbezirk.
Ab Juni 1943 übernahm das Amtsgericht Plauen die Aufgaben für das Amtsgericht Pausa. Die Tätigkeit beschränkte sich auf wöchentlich einen Gerichtstag vor Ort.

## Gerichtsgebäude

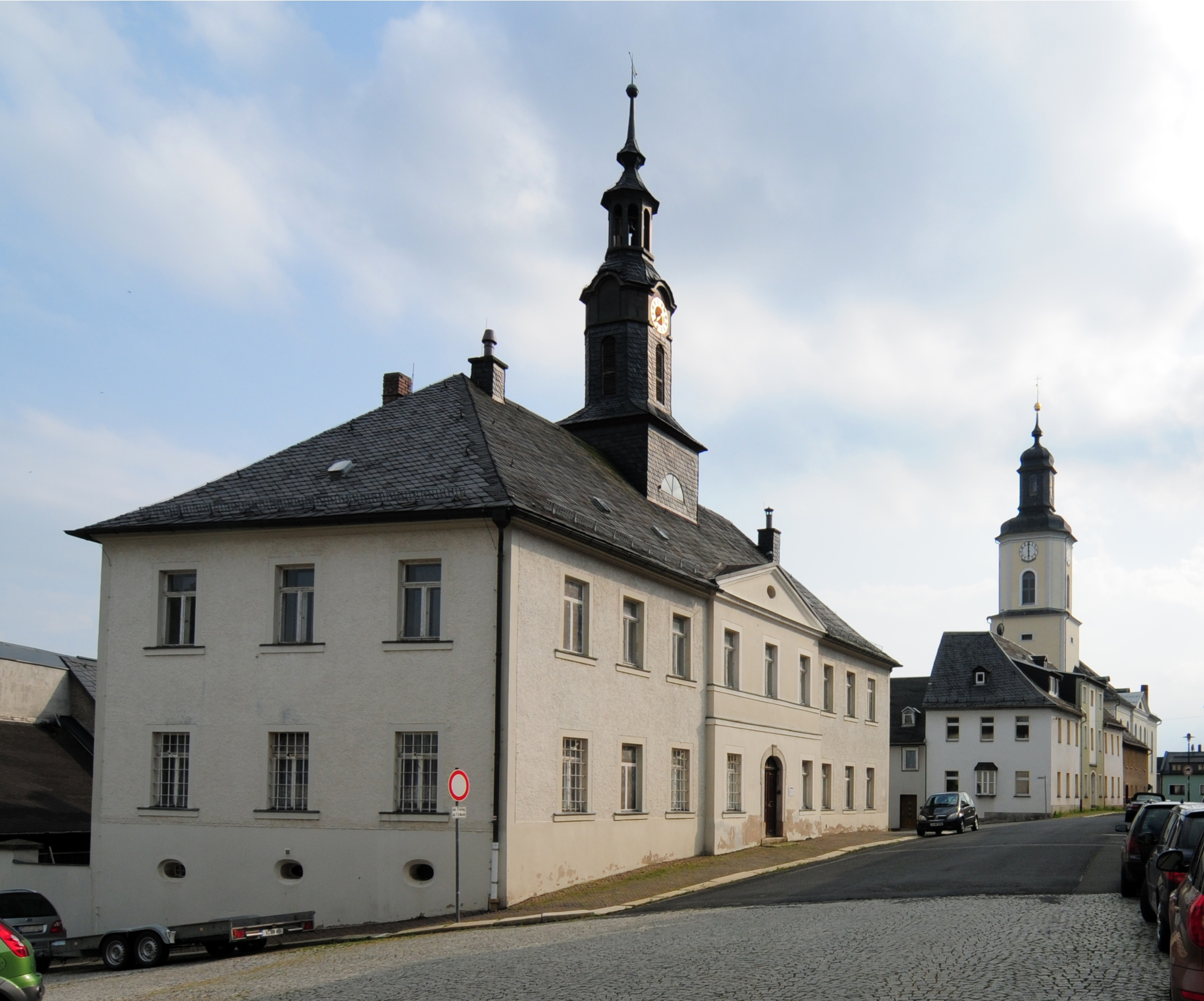
Ehem. Gerichtsgebäude in Pausa/Vogtl. (2017)

Das Gericht hatte seinen Sitz in dem 1822 erbauten Gerichtsgebäude in Pausa/Vogtl. (Obere Kirchstraße 1). Es ist seit 1952 Rathaus und Polizeirevier und heute Wohnhaus. Das Gebäude mit zwei Geschossen, neun Achsen, Mittelrisalit mit Giebel und Okulus, Walmdach, Dachreiter, Putzfassade ohne horizontale Gliederung und Putzfaschen im Mittelrisalit steht aufgrund seiner bau- und ortshistorischen sowie städtebaulichen Bedeutung unter Denkmalschutz.